# العرض الأول للموسم
العرض الأول للموسم هي الحلقة الأولى التي تُبث لأي برنامج تلفزيوني جديد أو مسلسل تلفزيوني. بُثت العديد من العروض الأولى للمواسم في فصل الخريف أو في منتصف الموسم عند الاستبدال، أيضا يمكن أن تبث في فصل الربيع أو في آخر فصل الشتاء.